# Трещенков, Николай Викторович
Николай Викторович Тре́щенков (2 декабря 1875 — 15 мая 1915) — ротмистр Отдельного корпуса жандармов, руководитель расстрела рабочих 4 (17) апреля 1912 года на Ленских приисках, заместитель главы губернской полиции.

## Биография
Окончил Петровский Полтавский кадетский корпус (1894) и Александровское военное училище (1896), откуда выпущен был подпоручиком в 34-й пехотный Севский полк.
В 1902 году перешел на службу в Отдельный корпус жандармов. Сделал блестящую карьеру. Уже в 1905 году — когда ему было 30 лет — стал начальником охранного отделения Нижегородской губернии. Стал известен благодаря учинённой им бомбардировке железнодорожного вокзала в Нижнем Новгороде и карательными экспедициями в Сормово.

Газета «Русское слово» писала: «Получивший в последние дни столь печальную известность жандармский ротмистр Трещенков, как известно, служил в Нижнем Новгороде начальником охранного отделения и, уйдя отсюда, исчез с горизонта. Но здесь с контрольной палатой у ротмистра Трещенкова вышли недоразумения из-за расходования денег, отпускаемых на служебные поездки. Во время службы Трещенкова в Нижнем Новгороде, когда вооруженное восстание в Сормове в 1905 году было усмирено, он предпринимал ряд карательных ночных экспедиций в Сормово, производил обыски и аресты; при нем местная артиллерия бомбардировала в 1905 г. здание нижегородского вокзала, где будто бы скрывалась вооруженная дружина. Выстрелами артиллерии здание вокзала было повреждено, но когда вошли туда, то нашли только 5 человек».

25 октября 1906 года пишет «Соображения по поводу проекта реорганизации политического розыска Империи» оформленные в виде письма заведующему особым отделом департамента полиции, где Трещенков подвергает критике проект министра внутренних дел П. А. Столыпина по созданию районных охранных отделений.
Замешанный в растрате казённых денег Н. В. Трещенков был переведен в Житомир. Там Трещенков «отличился» находкой в приемной настоятеля Почаевской лавры бомбы, якобы заложенной революционерами. После чего был переведен в Москву.
В 1911 году — помощник начальника Иркутского губернского жандармского управления. В марте 1912 года он прибыл во главе отряда войск на Ленские прииски во время возникшей там забастовки.

Из телеграммы директора департамента полиции Белецкого начальнику Иркутского губернского жандармского управления от 30 марта 1912 года: «Предложите непосредственно ротмистру Трещенкову непременно ликвидировать стачечный комитет…».

С прибытием Трещенкова начинаются аресты рабочих, в том числе выборных. Трещенков натравливал солдат на рабочих, посылал в центр телеграммы об агитаторах-бунтовщиках и, наконец, отдал приказ солдатам стрелять в мирную манифестацию рабочих. Благодаря провокационным действиям Трещенкова забастовка, до его приезда протекавшая мирно, оканчивается расстрелом сотен рабочих.
В июле 1912 года Трещенков был временно отстранен от службы, а затем вместе со штабс-капитаном Санжаренко отозван для следствия в Петербург. Следствие, назначенное над ним, закончилось в 1914 году. По его итогам Трещенков был разжалован в рядовые (источник?) и зачислен в пешее ополчение Санкт-Петербургской губернии.
С началом Первой мировой войны, после его настойчивых просьб, он по «высочайшему соизволению» Совета министра внутренних дел был допущен в действующую армию.
К октябрю 1914 г. состоял в пешем ополчении по Петроградской губернии, отставной ротмистр.
17.10.1914 определен в резерв чинов при штабе Киевского военного округа, с переименованием в капитаны, с зачислением по армейской пехоте.
Состоял в прикомандировании к 257-му пехотному Евпаторийскому полку.
Приказом армии от 11.08.1915 за № 615 награжден Георгиевским оружием за подвиг 25.03.1915 (посмертно).
«за то, что, будучи в чине капитана, 25 Марта 1915 года, командуя сводным батальоном, атаковал и захватил с боя укрепленные и упорно обороняемые противником высоты 1269 и 1348, имевшие важное значение для дальнейших операций. При атаке взял в плен 6 австрийских офицеров и 142 нижних чина».
15-го мая 1915 года в 16 ч. полк с позиции у д. Подзяч перешел в наступление на д. Накло (Nakło, Польша). Батальоны под огнем тяжелой артиллерии, пулеметов и ружей дошли до окопов противника и заняли первую линию. В этом бою капитан Трещенков был убит неприятельской ружейной пулей в лоб, в то время, когда вел свой батальон в атаку, идя во главе его.
Похоронен на кладбище в д. Подзяч" (Poździacz, в настоящее время — Leszno, Подкарпатское воеводство, Перемышльский повят, гмина Медыка).
Посмертно Высочайшим приказом от 14.05.1916 произведен в подполковники.
Упоминается в романе Георгия Маркова «Строговы».

## Семья
Был женат на Ольге Андреевне Трещенковой (Юркевич), воспитаннице Полтавского института благородных девиц, дочери кременчугского уездного исправника Андрея Васильевича Юркевича. В браке родилось три сына:
- Сергей (1901—1981) — окончил Петровский Полтавский кадетский корпус (1919), корнет гусарского Елисаветградского полка, участник Гражданской войны. Эвакуировался в 1920 в Галлиполи. В 1926—1931 в эмиграции в Чехословакии, получил инженерное образование. Член Общества русских, окончивших высшие учебные заведения в Чехословакии. В 1936 переехал в Париж. Работал инженером. С 1936 секретарь Объединения бывших кадет Полтавского кадетского корпуса, в 1950—1970 избирался членом правления Союза российских кадетских корпусов. Похоронен на кладбище Сент-Женевьев-де-Буа.
- Дмитрий (1905—1975) — в эмиграции во Франции.
- Юрий (1906—1979) — в эмиграции во Франции.